# Hair (Lady Gaga-dal)
A Hair egy dal Lady Gaga amerikai énekesnő 2011-es Born This Way című nagylemezéről. A dalszerzést és a produceri munkákat Gaga és RedOne végezte. A Hair 2011. május 16-án világszerte megjelent promóciós kislemezként az iTunes Store internetes zeneáruház „Visszaszámlálás a Born This Way-ig” nevű promóciós folyamatának keretében. Az album későbbi hivatalos harmadik kislemeze, a The Edge of Glory után ez volt a második promóciós megjelenés az albumról. Mindazonáltal Gaga elmondta, hogy a Hair-t nem tervezik kiadni kislemezként, de megjelenhet, ha a The Edge of Glory-hoz hasonlóan kiemelkedő eladásokat képes produkálni az iTunes Store-on.
Lady Gaga elmondása szerint a Hair dallama olyan metál együttesek munkáihoz hasonlít, mint a Kiss és az Iron Maiden, illetve Bruce Springsteen is hatást gyakorolt rá. A dal egy gyors-tempójú klub felvétel, amelyet Gaga tinédzserkora inspirált, amikor a szülei arra kényszerítették, hogy egy meghatározott módon öltözködjön. Gaga úgy érezte, hogy egyedül a haján keresztül tudta kifejezni önmagát és elmondta, hogy a dal a felszabadulásról, és arról szól, hogy képes megváltoztatni a kinézetét. A dal szövege szerint arról szól, hogy valaki számára a frizurája a szabadságának a végső kifejezése. A Hair felvételeit a The Monster Ball turnéjának európai szakasza közben készítették el. A dalban hallható szaxofon szólót a The E Street Band nevezetes tagja, Clarence Clemons szaxofonista adta elő. Az énekesnő személyesen Clemons-t kérte fel a dal szaxofonjátékára. Ennek a résznek a felvétele a Manhattan stúdióban készült éjfélkor, közvetlenül miután a férfi odarepült floridai otthonából.
A Hair pozitív kritikai értékelésben részesült az önfelszabadításról, individualizmusról és bátorításról szóló üzenete miatt, azonban több kritikus is úgy vélte, hogy ezen üzenetek kifejezésére a haj használata nem nevezhető újdonságnak. A Hair fel tudott kerülni a legtöbb ország slágerlistájára, így például a legtöbb tíz közé került Skóciában és Új-Zélandon, míg a legjobb húsz közé jutott többek között az Egyesült Államok Billboard Hot 100 listáján. Gaga előadta a dalt a Good Morning America „Nyári koncertsorozatán”, az Egyesült Királyságban a Paul O'Grady Live című műsorban, és a The Howard Stern Show-ban is. Később felkerült Gaga Born This Way Ball című harmadik turnéjának számlistájára is.

## Háttér és megjelenés
A Hair szövegét Lady Gaga és RedOne szerezte, illetve ők ketten végezték a dal produceri munkáját is. A dal címét az énekesnő 2011 februárjában a Vogue magazinnak adott interjú során hozta nyilvánosságra. A The Graham Norton Show-ban Gaga beszélt a dal eredetéről. Eszerint a hajának a szabadsággal való hasonlósága ihlette, illetve hogy ez az egyetlen testrésze, amelyet anélkül megváltoztathat, hogy bárki bírálná érte. Egy februári sajtókonferencia résztvevői szerint a Hair Pat Benatar 1980-as évekbeli We Belong című klasszikusából merít inspirációt, míg témájában hasonlóan a Born This Way-hez bátorító dalszövegeket tartalmaz. Később Gaga tovább részletezte a dal mögötti inspirációt egy videóban, amit a Twitter felhasználójára töltött fel: „Gyerekkoromban mindig mikor jöttem le a lépcsőn a szüleim házában, azt mondták nekem hogy 'Menj fel és mosd meg a hajad, vedd át a ruháidat, nem mehetsz ki ilyen öltözékben', és úgy éreztem, hogy ez megfojtja az identitásomat. A hajam volt a dicsőségem. Ez volt az egyetlen dolog amit megváltoztathattam magamon.”
Eredetileg a Hair a The Edge of Glory-t követően a második promóciós kislemezként jelent volna meg a Born This Way albumról 2011. május 16-án. Azonban miután a The Edge of Glory-t kiadták digitálisan, kiemelkedő eladásokat tudott produkálni, ami arra ösztönözte Gagát, hogy a harmadik hivatalos kislemezzé tegye a Born This Way-ről. Ezáltal a Hair az első és egyetlen promóciós megjelenés lett az albumról. Gaga megjegyezte, hogy habár nem tervezik, hogy a Hair hivatalos kislemez legyen, de ha hasonló sikereket ér el a digitális eladásokat tekintve mint a The Edge of Glory, akkor kiadhatják a jövőben. Gaga 2011. május 13-án Twitter felhasználóján mutatta be a Hair borítóját. A fekete-fehér képen a rózsaszín hajú Gaga fejjel lefelé látható a padlón, egy mellbimbójánál hegyes kitüremkedéssel rendelkező bőrruhában. A képet az énekesnő barátja Nick Knight készítette, akivel már hosszú ideje közösen dolgozik. Később ugyanezen a napon az énekesnő Twitterén a következő üzenetet osztotta meg: „A Born This Way Itunes visszaszámlálás megjelenteti HAIR dalomat holnap 1-kor PST.” Később a következő dalszöveget is megosztotta: „I'll dye living just as free as my Hair!” Utána gyorsan hozzátette, hogy a helyes szónak a szövegben a „dye” helyett a „die”-nak kéne lennie.

## Felvételek és kompozíció

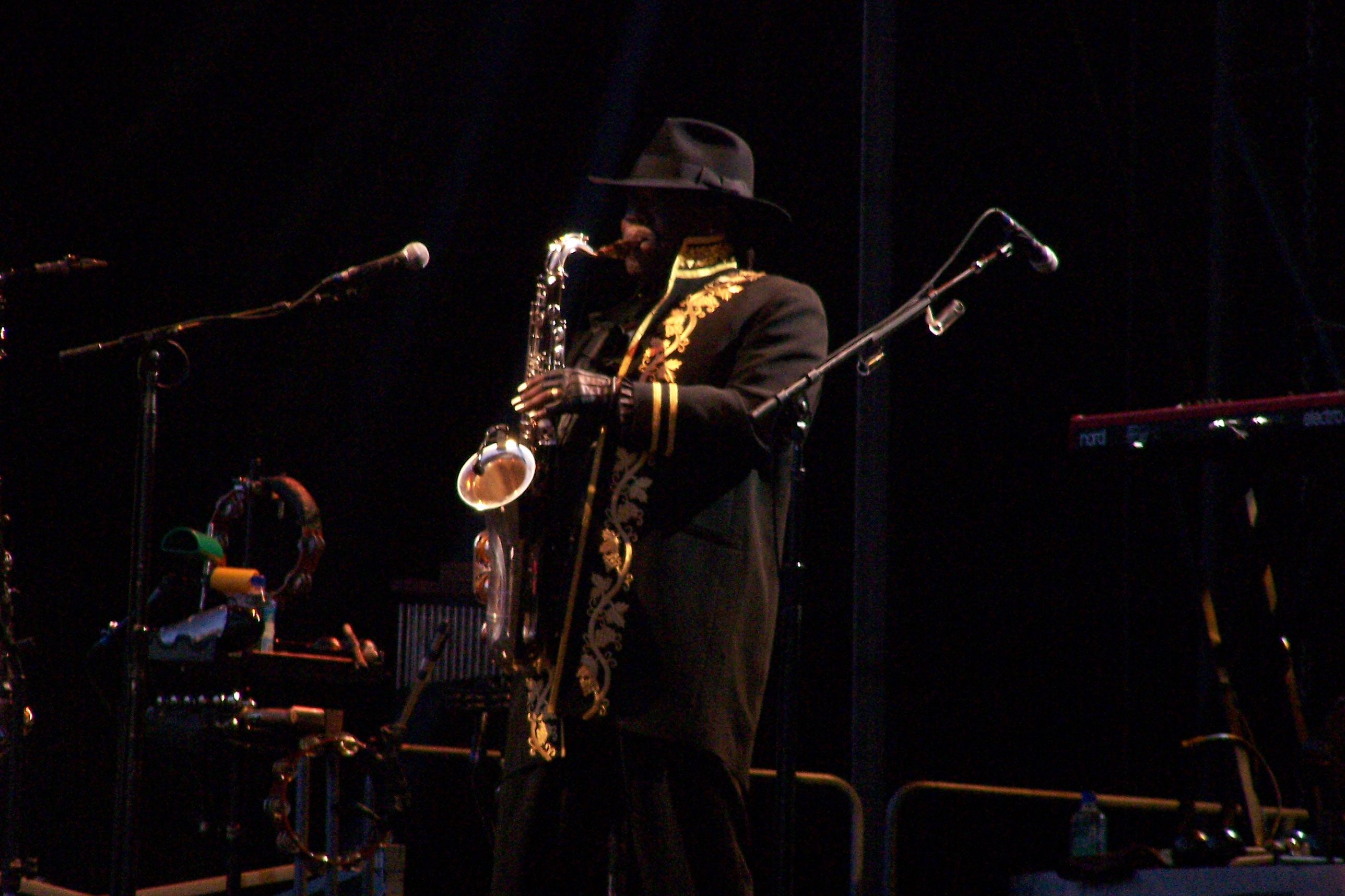
A dalban hallható szaxofon szólót Clarence Clemons adta elő.

Egy Ryan Seacrest-tel az On Air With Ryan Seacrest című rádiós műsorában készített interjúban Gaga a Hair-t egy Bruce Springsteen hangzással rendelkező, gyors tempójú klubfelvételként írta le. Elárulta azt is, hogy Clarence Clemons szaxofonozik a felvételben. Olyan metál együttesek, mint a Kiss és az Iron Maiden is hatással voltak a szám dallamára. A dalszöveg egyes részleteit megosztotta a közönséggel Seacrest műsorában, „This is my prayer, that I'll die living just as free as my hair”, majd hozzátette, hogy a Hair kompozíciója érdekes volt, mivel egymás mellé helyezi a szaxofont a dance alapokkal. Gaga a szaxofon szóló alkalmazásának ötletét az E Street Band és Bruce Springsteen munkásságából merítette, és végül úgy döntött, hogy az E Street Band együttes szaxofonosát, Clemons-t kéri fel arra, hogy játsszon az album több dalában is.
Clemons a Rolling Stone magazinnak mesélt arról, hogyan vették fel a szaxofon szólót Gagával. 2011 januárjában Clemons épp egy edzőgépet rakott össze floridai otthonában, amikor felesége szólt neki, hogy Gaga képviselői vannak a vonalban, és azt akarják, hogy játsszon a következő albumán. Mivel a hívás egy pénteki napon volt, Clemons azt válaszolta, hogy a jövő héten tud majd csak elmenni a felvételre, azonban Gaga hajthatatlan volt, hogy még aznap ott legyen a New York-i stúdiójában. Miután Clemons elfogadta a felkérést, New Yorkba utazott, és éjfélre ért oda a manhattani stúdióba. Gaga azt akarta, hogy több számban is szaxofonozzon, amelyekből az egyik a Hair volt. Mielőtt Clemons elkezdett dolgozni a dalon, az énekesnő elmagyarázta neki a dalszöveget. „Annyira értelmes volt,” mondta Clemons. „Ez egy történet a felnőtté válásról.” Gaga csak kevés útmutatást adott neki, hogy miként játsszon a dalban. „Berakjuk a felvételt, és te csak játssz. Játssz a szívedből. Játszd amit érzel.” emlékezett vissza a férfi az énekesnő szavaira. A felvételnek néhány eljátszás után hajnali 3-kor lett vége. Clemons hozzátette, hogy meglepődött azon, hogy ő ezért fizetést kapott. „Ingyen is megtettem volna. El sem tudom hinni, hogy pénzt keresek valamivel, ami ilyen jó érzés számomra.” A Musicnotes.com-on a Sony/ATV MusicPublishing által közzétett kotta szerint a Hair-nek 4/4-es üteme van. F-moll hangnemben íródott, és 135-ös percenkénti leütésszámmal rendelkezik. Gaga hangterjedelme F3-tól F5-ig terjed, akkordmenete pedig F–C–Dm–B♭.
A Hair felvételeit nagyrészt Gaga turnéja során Európában vették fel, a hangkeverést azonban Gene Grimaldi a kaliforniai Burbankben található Oasis Mastering-ben készítette. A diszkó műfajába sorolható dal kezdetén Gaga a következőket énekli: „Whenever I dress cool, my parents put up a fight/ And if I'm a hot shot, Mom will cut my hair at night/ And in the morning I'm short of my identity/ I scream, 'Mom and Dad, why can't I be who I want to be?” Ahogy a zene hangosodni kezd, Gaga elkezdi énekelni a refrént, majd fokozatosan megérkezünk a retró zene által inspirált úgynevezett breakdown részhez, ahol arról énekel, hogy milyen különböző frizurákat viselt. Jocelyn Vena az MTV-től a dalt „egy kellemes időtöltésről szóló ökölrázós, dacos diszkó számként” jellemezte. Matthew Perpetua a Rolling Stone-tól a We Belong epedező romantikus melodrámájának és a Nine Inch Nails Broken korszakából ismert kemény ipari metálnak keverékeként írta le. Greg Kot a Chicago Tribune úgy vélte, hogy Gaga vokáljánál az Auto-Tune zenei szoftvert használták. A Hair szövege szerint arról szól, hogy valaki számára a frizurája a szabadságának a végső kifejezése, így Gaga az utolsó refrén végén diadalmasan azt énekli, hogy „I am my hair!”, azaz „A hajam vagyok!”

## Kritikai fogadtatás
A Hair nagyrészt pozitív fogadtatást kapott a zenei kritikusoktól. Egy órával a The Monster Ball Tour utolsó szakaszának kezdete előtt, Gaga négy dalt küldött előzetesként a Rolling Stone magazinnak, köztük a Scheiße-t, a You and I-t és a The Edge of Glory-t is. Matthew Perpetua pozitív visszajelzést tett a Hair-ről, a Born This Way mintájára egy újabb inspiráló dalként jellemezte, azonban kissé furcsábbnak érezte. Perpetua írásának összefoglalásában viccesen megjegyezte, hogy „a hajszalonok himnusza lesz majd mindenfelé.” Jody Rosen ugyanezen magazintól úgy vélte, hogy „Gaga nem az első énekesnő, aki kapcsolatot hozott létre az önbecsülés és a felszabadulás közt a szabadon lobogó frizuráig, de úgy tűnik, hogy ő a legelkötelezettebb az elképzelés mellett.” Dan Martin az NME-től a Hair-t a bátorító himnuszok közé sorolta. „Annak az egyszerű képnek a használata, hogy a szél keresztülfúj valakinek a haján, sokkal hatékonyabban bemutatja az album »szeresd önmagad, és légy önmagad« üzenetét mint a címadó dal. Még egyszer kijátssza az aduászt azzal, hogy jó ideig ez lesz a legmelegebb dolog, amit hallani fogsz.” A The Guardian kritikusa, Tim Jonze úgy érezte, hogy a Hair üzenete különösebben nem nevezhető újnak, mivel a 60-as évek musicalja, a Hair ugyanezt az üzenetet hirdette. Habár a dalszöveg egy részét „közhelyesnek” ítélte, Jonze úgy vélte, hogy „ezek a gyengeségek lehetnek erősségek is, és van benne valami csodálatra méltó, ahogy [a szám] megszólítja az identitásukat kereső zavarodott tinédzsereket.” Leah Collins a The Vancouver Sun-nak készített írásában a dalt egy „pumpáló himnuszként” írta le, amelyet „arra terveztek, hogy felpumpálja a hajhagymáidat büszkeséggel.” Hozzátette, hogy a dal összességében retro dance zene érzetét keltette.
Natalie Finn az E! Online-tól csalódását fejezte ki a számmal kapcsolatban, és úgy érezte, hogy habár a Born This Way kiadványai nem voltak ilyen „fülbemászóak”, azonban mindegyikük ugyanarról a témáról szóltak: annak a fontosságáról, hogy legyünk önmagunk. „Talán csak a következő Bad Romance-et várjuk, hogy ledöntsön a lábunkról. Vagy a következő Speechless-t, hogy sírva fakasszon. Vagy akár a következő Just Dance-t, hogy igazán táncolni támadjon kedvünk.” Jason Lipshultz a Billboard-tól úgy érezte, hogy a szám egy újabb himnusz az individualizmusról, ahol Gaga haja a vad személyiségének a metaforája. A Slant Magazine kritikusa, Sal Cinquemani vegyes fogadtatásban részesítette a számot: „Derivatív, ám tökéletesen használható klubfelvétel, amely az elmúlt 12 hónapban Gaga minden rossz ötletének a szemétdombjává vált: túlzottan érzelgős női zongoramelódiák, erőltetett refrének, megmagyarázhatatlan szaxofon szólók.” Rick Fulton a Daily Record-tól a Hair-t „jó dallamúnak”, és „egy nagy energiájú Europop eposznak” nevezte, majd ötből négy ponttal jutalmazta. A BBC Online kritikusa, Ian Hope a Hair-t egy „önkifejezésről szóló, bátorító, autópálya rengető” dalként írta le. Andy Gill, a The Independent egyik írója David Crosby gitáros dalaihoz hasonlította, és a lázadó egyéniség kinyilatkoztatásaként jellemezte. A Los Angeles Times-tól Randall Roberts szerint Gaga „a hajhagymáit ünnepli” a dalban.

## Kereskedelmi fogadtatás

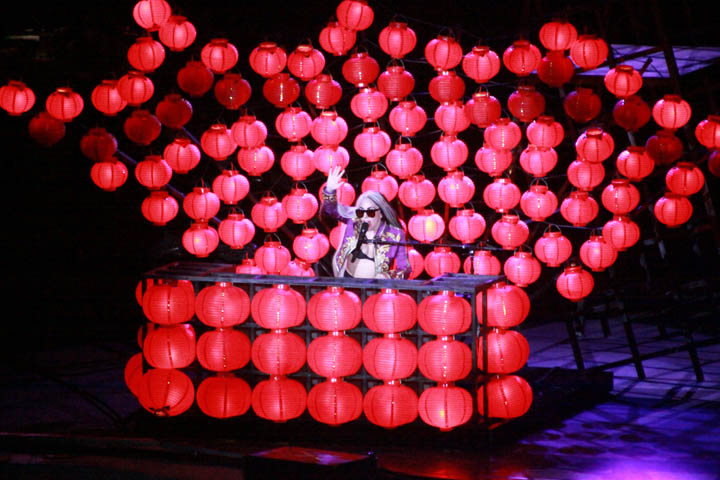
Gaga tajvani fellépésén, ahol a Hair előadása során piros lámpások vették körül.

A Hair felkerült a legtöbb zenei piac slágerlistájára, az esetek többségében debütáló pozíciója jelentette későbbi legjobb helyezését is. Az Egyesült Királyságban a 13. helyen debütált a Hair a hivatalos brit kislemezlistán. A The Edge of Glory, Judas és Born This Way dalai ekkor szintén a legjobb 20 között szerepeltek. Ezzel Lady Gaga Ruby Murray-t követően 1955 óta az első női előadó lett, akinek egyszerre négy dala volt a legjobb 20-ban a brit slágerlistán. Az ausztrál ARIA kislemezlistán a 20. pozícióban debütált a Hair, összesen pedig két hétig tudott az első 50-ben szerepelni. A holland Single Top 100 listán 15., míg Írországban a 14. helyen tudott debütálni.
Az Amerikai Egyesült Államokban a Hair az ötödik helyen nyitott a digitális eladásokat összesítő Hot Digital Songs listán 147 000-es példányszámú első heti eladásokkal. Ennek következtében a 12. helyen debütált a Billboard Hot 100-on, amivel a hét legelőkelőbb új slágerlistás dala lett. A Nielsen SoundScan adatai szerint a Hair-ből 2012 januárjáig 174 000 példányt értékesítettek digitális úton. Kanadában 15 000-es digitális eladással a 11. helyen nyitott a Kanadai Hot 100 kislemezlistán, amivel itt is a hét legelőkelőbb helyen debütáló dala lett. A Hair ezen kívül bejutott a legjobb 10 közé Olaszország, Új-Zéland, Norvégia, Skócia és Spanyolország listáin, míg a 20 közé került Belgiumban (Flandria és Vallónia régióban egyaránt) és Franciaországban. A dán kislemezlistán a 29. helyig jutott, míg Dél-Korea Gaon nemzetközi kislemezlistáján a 21. pozíciót szerezte meg.

## Élő előadások

Gaga a Hair előadása közben a Good Morning America koncertsorozatán, ahol a dalt egy parókákkal borított egyszarvú alakú zongorán adta elő.

2011. május 27-én Gaga a Good Morning America „Nyári koncertsorozatának” részeként adta elő a Hair-t. Előadása során fekete-szőke haját lófarokban viselte, egy fekete lépcsősor tetején ült, a dalt pedig egy lila szarvú, fekete, unikornis alakú zongoránál adta elő, miközben egyik lábát feltette a hangszerre. A Hair ezen akusztikus előadását édesanyjának ajánlotta, melyet Sheila Marikar az ABC News-től pozitívan értékelt, és hozzátette, hogy „igazán viharos tapsot kapott a közönségtől is.” Az Entertainment Weekly íróját, Christian Blauvelt is lenyűgözte a dal akusztikus változata: „A zongoránál Gaga még soha korábban nem tudta jobban befecskendezni szenvedélyét és elkötelezettségét előadásába, hogy ezáltal még a leggiccsesebb dalszövegeit is eladja.”
Gaga 2011. június 17-én a The Paul O'Grady Show-ban adta elő a Hair-t. A négy tervezett előadásból elsőként Gaga a zongoránál ülve kezdte meg a műsort. Kopaszon, egy kékeszöld rojtos ruhában, egy előtte lévő kékeszöld parókát bámulva adta elő a dal akusztikus verzióját. A göndör, barna haj borította zongorát, amin játszott lángok vették körül. Az előadás közepén Gaga megfogta a parókát majd a fejére helyezte. Ryan Love a Digital Spy-tól a műsor felvételének előzetesét látva azt írta, hogy „amikor csak GaGa van a zongoránál, nem lehetsz nem lenyűgözve tőle.” A The Huffington Post kritikusa, Cynthia Robinson úgy vélte, hogy amikor Gaga kopaszon jelent meg, az arról szólhatott, hogy „leveti ezt a burkot, ezt a kosztümöt, ezt a gátat, amit azokkal a hencegő ruháival hozott létre — hogy így legalább az emberek tudják, hogy milyen belülről, mielőtt újra visszaveszi.”
A Taratata című francia televíziós műsor helyszínére Gaga limuzinjának ablakából kihajolva jelent meg. Később aztán a műsorban előadta a Hair-t, ekkor már egy másik öltözékben. Az előadás felvétele aztán megjelent Gaga YouTube csatornáján. A Taratata show készítője, az Air Productions felfedezte, hogy felkerült a videó, majd értesítette a YouTube-ot a Gaga részéről történt szerzői jog megsértéséről. A YouTube-nak így be kellett zárnia Gaga hivatalos csatornáját a következő üzenettel egybekötve: „YouTube ladygagaofficial felhasználó bezárásra került, mert számos harmadik féltől történő kérelem érkezett, amely arról értesített bennünket, hogy sok ember, többek között az alábbi, szerzői jog megsértése miatt követelést nyújtott be: Air Productions.” Később az Air Productions egy nyilatkozatot tett közzé, miszerint az értesítés hibásan került kiküldésre, és megkérték a Google-t és a YouTube-ot, hogy orvosolják a problémát. Gaga felhasználóját újra megnyitották, és a Taratata bocsánatot kért az énekesnőtől: „Igazán sajnáljuk a problémát a YouTube-bal. Minden újra működik!” A Born This Way album promóciós fellépései során Tajvanban Gaga fekete melltartóban, ismét egy zongoránál adta elő a Hair-t, számos piros lámpással körülvéve. Ezt a díszletet külön erre a tajvani koncertre készítették. Az énekesnő később egy sajtókonferencián beszélt az előadás mögötti inspirációról: „Ahogy az úriember [a házigazda] az imént említette, a lámpások jólétet jelentenek, és ez a jövőről szól. Mindig a generációm jövőjére, és a generációm hangjára gondolok, amikor zenét írok.”

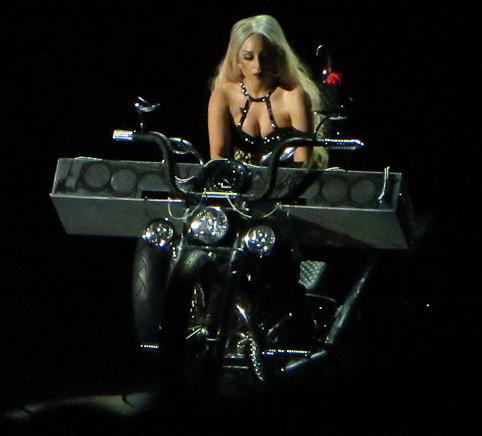
Lady Gaga a Hair előadása közben a Born This Way Ball turnéján.

2011. szeptember 24-én az iHeart Radio Festivalon, Las Vegasban Gaga a Hair előadását a nemrég elhunyt kamaszfiúnak, Jamey Rodemeyernek ajánlotta, aki öngyilkosságot követett el, miután iskolatársai folyton bántották az iskolában homoszexualitása miatt. A háttérben egy kép volt látható Rodemeyerről, míg Gaga a következőket mondta: „Elveszítettünk egy Szörnyecskét a héten. Ezt a számot arról írtam, hogy az identitásod valójában az egyetlen, amid van az iskolában… így ma este, Jamey, tudom, hogy nézel minket odafentről, te nem egy áldozat vagy… hanem egy lecke mindannyiunk számára. Tudom, hogy ez egy kissé nyomasztó, de néha a helyes dolog fontosabb, mint a zene.” Ezt követően pedig előadta a Hair zongorás változatát.
A dal felkerült Born This Way Ball turnéjának számlistájára is. A The Korea Times írója, Kwaak Je-yup pozitívan vélekedett a dal előadásáról a turnén: „Az est fénypontja az első lassú slágere, a Hair volt, amit a Born This Way albumának kedvenc dalaként vezetett be... Gitár alakú szintetizátorán játszva belehibázott egyszer a szövegébe, és rögtön be is ismerte — 'Olyan izgatott vagyok, hogy elfelejtem a szövegem,' mondta — de ez a pillanat tette személyessé az élményt. A második Fülöp-szigeteki koncertjén a Hair lassú verziójának előadása előtt beszédet intézett az őt ért vádakkal kapcsolatban. Miközben zongoráján játszott, elmondta, hogy tudatában van az imázsa és zenéje körüli problémáknak, és kihangsúlyozta hogy tisztel minden fajta vallást, embert és kultúrát – beleértve a fülöp-szigeteki kultúrát. Azt is elmondta, hogy tiszteletben tartja, hogy mindenkinek megvan a joga a saját véleményéhez, de kiemelte, hogy „Amit nem tisztelek, az a homofóbia és a gyűlölet... elutasítom a meleg közösséggel szembeni intoleranciát.” Ez üdvrivalgást váltott ki a közönségből. Tovább folytatva elmondta azt is, hogy tudja azt, hogy néhányan arra használják a nevét, hogy gyűlöletet terjesszenek, de ezzel szemben ő folytatni szándékozik a "pozitivitás" terjesztését a saját módján.

## Megjelenési forma és számlista
- Digitális letöltés[56]

1. Hair – 5:08

## Slágerlistás helyezések
| Slágerlista (2011)                   | Legjobb helyezés |
| ------------------------------------ | ---------------- |
| Ausztrál kislemezlista               | 20               |
| Belga kislemezlista (Flandria)       | 19               |
| Belga kislemezlista (Vallónia)       | 11               |
| Brit kislemezlista                   | 13               |
| Dán kislemezlista                    | 29               |
| Dél-koreai Gaon kislemezlista        | 21               |
| Finn kislemezlista                   | 21               |
| Francia kislemezlista                | 16               |
| Holland Single Top 100 kislemezlista | 15               |
| Ír kislemezlista                     | 14               |
| Kanadai Hot 100 kislemezlista        | 11               |
| Norvég kislemezlista                 | 5                |
| Olasz kislemezlista                  | 5                |
| Skót kislemezlista                   | 10               |
| Spanyol kislemezlista                | 9                |
| Új-zélandi kislemezlista             | 9                |
| US Billboard Hot 100 lista           | 12               |

## Közreműködők
- Lady Gaga – vokál, dalszöveg és producer
- RedOne – dalszöveg, producer, hangszerkesztés, hangi elrendezés, háttérvokál, hangmérnök, hangszerelés, számítógép generálta hangok és hangfelvétel Európában a turnébuszban
- Trevor Muzzy – gitár, felvételek, hangszerkesztés, hangmérnök, hangkeverés a Larrabee-ben (North Hollywood, Los Angeles, Kalifornia)
- Dave Russell – felvételek és hangmérnök
- Clarence Clemons – szaxofon
- Gene Grimaldi – maszterizálás az Oasis Mastering-ben (Burbank)

A Born This Way albumon szereplő jegyzet alapján, Interscope Records

## Fordítás
- Ez a szócikk részben vagy egészben  a   Hair (Lady Gaga song) című angol Wikipédia-szócikk ezen változatának fordításán alapul.  Az eredeti cikk szerkesztőit annak laptörténete sorolja fel. Ez a jelzés csupán a megfogalmazás eredetét és a szerzői jogokat jelzi, nem szolgál a cikkben szereplő információk forrásmegjelöléseként.